# Мексикои ут (станция метро)
«Мексикои ут» (венг. Mexikói út — улица Мексики) — станция Будапештского метрополитена на линии M1 (жёлтой).
Станция является конечной станции линии M1. Была открыта в 1973 году, после реконструкции северного фрагмента линии, став, таким образом, единственной станцией первой линии, построенной в XX веке (все остальные станции открыты в 1896 году). Расположена в южной части района Зугло, к северо-востоку от городского парка Варошлигет.
«Мексикои ут» — станция мелкого заложения с двумя боковыми платформами. Станция служит пересадочным узлом, у выхода со станции расположены остановки нескольких видов наземного транспорта.